# Вільково (Кентшинський повіт)
Вільково (пол. Wilkowo, нім. Wilkendorf) — село в Польщі, у гміні Кентшин Кентшинського повіту Вармінсько-Мазурського воєводства.
Населення — 264 особи (2011).
У 1975-1998 роках село належало до Ольштинського воєводства.

## Демографія
Демографічна структура станом на 31 березня 2011 року:
|          | Загалом | Допрацездатний вік | Працездатний вік | Постпрацездатний вік |
| -------- | ------- | ------------------ | ---------------- | -------------------- |
| Чоловіки | 142     | 34                 | 93               | 15                   |
| Жінки    | 122     | 31                 | 65               | 26                   |
| Разом    | 264     | 65                 | 158              | 41                   |